# The ABBA Generation
The ABBA Generation es el álbum de estudio debut del grupo de pop sueco A-Teens. Fue publicado el 25 de agosto de 1999 por Stockholm Records. El álbum está compuesto por versiones de conocidas canciones de ABBA. El álbum dio lugar a cuatro sencillos, "Mamma Mia", "Gimme! ¡Gimme! Gimme! (A Man After Midnight)", "Super Trouper", y "Dancing Queen". Las versiones de las canciones fueron sacadas de seis discos de ABBA, y todas, con excepción de Our Last Summer, gozaron de éxito internacional en su tiempo.
El álbum fue Platino y Oro en 22 diferentes países alrededor del mundo, llegando a vender casi 4 millones de copias.
El álbum tuvo un éxito moderado en Japón, donde llegó al número 18, vendiendo 61,810 copias.
El disco fue lanzado en varias versiones; la versión de Estados Unidos solo contenía 11 temas pero era un CD interactivo (enhanced CD), y al insertarlo en la computadora se podía ver el video de Dancing Queen cuarto sencillo de este álbum. La versión para Latinoamérica no era CD interactivo pero contenía 13 tracks (las versiones en español de Mamma Mia y ¡Dame, Dame, Dame!).

## Recepción Crítica
A pesar de su éxito comercial en todo el mundo, el álbum recibió críticas abrumadoramente negativas por parte de la crítica musical. Alex Henderson, de AllMusic, calificó el álbum con tres de cinco estrellas y afirmó que las "versiones de joyas de ABBA como "Take a Chance on Me", "Mamma Mia", "Dancing Queen" y "Voulez-Vous" no son brillantes, pero sí agradables, y demuestran lo bien que han aguantado el paso del tiempo". Concluye su crítica diciendo: "En conjunto, The ABBA Generation es un testamento agradable, aunque poco destacable, de la durabilidad de las canciones de ABBA". En una crítica media para The A.V. Club, Steven Thompson escribió: "La música pop no puede ser más marginal que una colección de versiones dance-pop recargadas, pero The ABBA Generation triunfa en sus propios y modestos términos." David Hiltbrand de Entertainment Weekly dio al álbum un notable alto, diciendo que el grupo "se ve y suena mejor que sus héroes de supergrupo; incluso la música se ha acicalado, gracias a un elenco de avispados productores suecos." En su artículo para Rolling Stone, Arion Berger otorgó al álbum una estrella y media sobre cinco, afirmando que "todos los garabatos en el teclado y la diligencia nota por nota en Escandinavia no ayudarían a estos farsantes a dar vida a la grandeza puramente pop del verdadero ABBA".

## Lista de canciones
Todas las canciones escritas por Benny Andersson & Björn Ulvaeus, excepto donde se indica.

| N.º   | Título                                        | Duración |  |
| 1.    | «Mamma Mia»                                   | 3:47     |  |
| 2.    | «Gimme! Gimme! Gimme! (A Man After Midnight)» | 3:57     |  |
| 3.    | «Super Trouper»                               | 3:52     |  |
| 4.    | «One of Us»                                   | 3:55     |  |
| 5.    | «Voulez-Vous»                                 | 3:42     |  |
| 6.    | «S.O.S.»                                      | 3:12     |  |
| 7.    | «Dancing Queen»                               | 3:50     |  |
| 8.    | «Take a Chance on Me»                         | 3:53     |  |
| 9.    | «Lay All Your Love on Me»                     | 4:03     |  |
| 10.   | «The Name of the Game»                        | 4:22     |  |
| 11.   | «Our Last Summer»                             | 4:28     |  |
| 42:50 |                                               |          |  |

| Bonus Tracks Edición Argentina, México y Venezuela |                                                                    |          |  |
| N.º                                                | Título                                                             | Duración |  |
| 12.                                                | «Mamma Mia!» (Versión en español)                                  | 3:43     |  |
| 13.                                                | «¡Dame! ¡Dame! ¡Dame! (Gimme! Gimme! Gimme!)» (Versión en español) | 3:54     |  |

| Bonus tracks Japan Edition |                                   |          |  |
| N.º                        | Título                            | Duración |  |
| 12.                        | «Knowing Me, Knowing You»         | 4:28     |  |
| 13.                        | «Mamma Mia» (Jam Lab Remix)       | 3:56     |  |
| 14.                        | «Super Trouper» (Pinocchio Remix) | 5:08     |  |

| Bonus tracks USA Edition |                    |          |  |
| N.º                      | Título             | Duración |  |
| 12.                      | «A-Teens Mega Mix» | 7:36     |  |

## Posicionamiento en Listas

### Listas semanales
| Chart (1999–2000)                   | Peak position |
| ----------------------------------- | ------------- |
| Austria (Ö3 Austria)                | 2             |
| Bélgica (Ultratop Flandes)          | 14            |
| Países Bajos (Album Top 100)        | 1             |
| Finlandia (Suomen virallinen lista) | 2             |
| Francia (SNEP)                      | 39            |
| Alemania (Offizielle Top 100)       | 2             |
| Hungría (MAHASZ)                    | 7             |
| Japón (Oricon)                      | 18            |
| Noruega (VG‑lista)                  | 2             |
| España (Promusicae)                 | 19            |
| Suecia (Sverigetopplistan)          | 1             |
| Suiza (Schweizer Hitparade)         | 12            |
| Reino Unido (UK Albums Chart)       | 85            |
| Estados Unidos (Billboard 200)      | 71            |

### Listas de final de año
| Chart (1999)                  | Position |
| ----------------------------- | -------- |
| Bélgica (Ultratop Flanders)   | 92       |
| Dinamarca (Album Top 100)     | 27       |
| Chart (2000)                  | Position |
| Austria (Ö3 Austria)          | 17       |
| Unión Europea (Music & Media) | 44       |
| Alemania (Offizielle Top 100) | 21       |
| Suiza (Schweizer Hitparade)   | 39       |